# 雙關
雙關是一種修辭方法，利用谐音或借义，使一个句子可以理解成多种意思。

## 諧音雙關
利用相近字词的谐音构成多种含义。

### 示例
- 汉语：东边日出西边雨，道是无「晴」卻有「晴」？（刘禹锡《竹枝词》末句），「晴」字和「情」字谐音，字面意思是天气反复无常，借指感情让人无法捉摸。
- 英语：A bicycle can't stand on its own because it is 「too tired」. 这句话的表面意思是：自行车自己不能直立放置，因为它只有两个轮胎(two-tired)。而这句话的另外一个意思是，这辆自行车用了很长时间，它现在太累了(too tired)，两者发音同音。

## 諧義雙關
利用同一个词的多种意思造成一个歧义句。比如「本是同根生，相煎何太急？」（曹植《七步诗》）可以算是双关语。有时这类双关语被看做一种比喻。
- 古汉语：蠟燭有「心」還惜別，替人垂「淚」到天明。（杜牧《贈別》）
  - 「心」原指「燭芯」，雙關「人心」。「淚」原指「燭淚」，雙關「人淚」。
- 英語：「That's the power of 10」既可以指「這就是10的次方」也可以指「這就是10個人的力量」（TED的影片[3]）

### 句義雙關
屬於「諧義雙關」的一種，一句話或一段文字雙關到兩三種事物。
- 例句：道士一見慘然，斂棋子曰：「此『局』全輸矣！於此失卻『局』，奇哉！」（杜光庭《虯髯客傳》）
  - 「局」，表面上講「棋局」，事實上講「天下大局」。

- 總為浮雲能蔽日，長安不見使人愁。（李白 登金陵鳳凰台）

- 欲窮千里目，更上一層樓。（王之渙 登鸛雀樓）

- 洞房昨夜停紅燭，待曉堂前拜舅姑。妝罷低聲問夫婿，畫眉深淺入時無？（朱慶餘 近試上張水部）

- 夕陽無限好，只是近黃昏。（李商隱 登樂遊原）

- 空對著，山中高士晶瑩雪；終不忘，世外仙姝寂寞林。（曹雪芹《紅樓夢》）

- 將那三春看破，桃紅柳綠待如何？把這韶華打滅，覓那清淡天和。（曹雪芹《紅樓夢》）

### 句義破音雙關
- 我們都更好了！
  - 我們完成「都更（都市更新）」；我們全都變得更好。